# Der Menschenfresser von Kumaon
Der Menschenfresser von Kumaon ist ein US-amerikanischer Abenteuerfilm aus dem Jahr 1948 von Byron Haskin mit Sabu und Wendell Corey in den Hauptrollen. Der Film basiert auf dem 1944 veröffentlichten Roman Man-Eaters of Kumaon von Jim Corbett.

## Handlung
Im Dschungel von Kumaon in Nord-Indien ist Dr. John Collins auf Tigerjagd. Er will damit verdrängen, dass ihn seine Frau verlassen und das gemeinsame Kind mitgenommen hat. Als er einen Tiger nur verwundet, warnt ihn sein Träger, dass die verletzte Raubkatze eine Gefahr darstelle und getötet werden müsse. Collins ignoriert ihn und sucht ein Dorflazarett auf. Der Arzt stellt fest, dass Collins an Malaria erkrankt ist. Der an der Pfote verletzte Tiger kann nicht mehr jagen. Stattdessen greift er nun Menschen an und tötet sie. Als der Doktor Collins davon unterrichtet, zeigt der sich uninteressiert. Collins merkt nicht, dass der Tiger ihm folgt, als er einige Tage später das Dorf verlässt. In einem verlassenen Dorf findet er den Jungen Panwah, der ihm erzählt, dass der Tiger fast alle Einwohner getötet hat. Collins will den ausgehungerten Jungen in das nächste Dorf, Champawat, bringen. 
In Champawat neckt der Dorfvorsteher Ganga Ram seinen Sohn Narain, der seine schwangere Frau Lali verwöhnt. Als Collins erscheint, erklärt sich Ganga Ram bereit, Panwah aufzunehmen, auch auf die Gefahr hin, dass der Tiger dem Jungen gefolgt sein könnte. Lali kümmert sich um Panwah und Collins verlässt das Dorf. Als Lali von dem Tiger angegriffen wird, eilt Narain hinter Collins her und bringt ihn zum Dorf zurück. Collins kann Lali mit einem gefährlichen Eingriff retten, jedoch verliert sie dabei ihr noch ungeborenes Kind. Am nächsten Tag macht sich Collins auf die Suche nach dem Tiger. An den Spuren erkennt er, dass es sich um den von ihm verletzten Tiger handelt. Die Dorfgemeinschaft hält ihn für schuldig. Obwohl die Bewohner sich nicht ausreichend schützen können, ist Collins nicht zur Jagd bereit. Gunga Ram teilt ihm mit, dass die Leute nun die Raubkatze selber erlegen müssen. Er macht ihm keinen Vorwurf, doch Collins erinnert sich an seine Frau, die ihm Selbstsüchtigkeit und Eigennutz vorwarf.
Collins lässt Gunga Ram wissen, dass Lali keine Kinder mehr bekommen kann. Er erfährt, dass Lali daher das Dorf verlassen muss, damit Narain wieder heiraten kann. Der entsetzte Collins beschließt, den Tiger zu jagen. Später findet er Pfotenabdrücke des Tigers vor seiner Hütte, die darauf schließen lassen, dass der Tiger nun ihn jagt. Die Bewohner stellen Tigerfallen auf. Sie bleiben erfolglos und weitere Bewohner fallen der Raubkatze zum Opfer. Lali besteht derweil darauf, das Dorf zu verlassen, während Narain sie anfleht zu bleiben. Die Bewohner wollen, dass Gunga Ram sie zu einem anderen Dorf bringt. Collins besucht Lali und Narain und gesteht ihnen, dass er seine Patienten nie als Menschen wahrgenommen habe. Erfolg sei bedeutungslos, wenn man alleine ist.
Narain erklärt, dass er nie erneut heiraten werde. Lali befürchtet, dass Narain damit sein Leben zerstören werde. Als sie den Tiger draußen hört, schickt sie Panwah zu Collins. Er soll ihn informieren, dass sie zum Fluss geht, um den Tiger fortzulocken. Collins erreicht rechtzeitig den Fluss, um Lali zu retten. Er kann den Tiger töten, wird dabei aber selber tödlich verletzt. Er stirbt mit einem Lächeln im Gesicht. Die Bewohner feiern Lali als Heldin und fordern, dass sie als Narains Frau im Dorf bleibt, mit Panwah als adoptierten Sohn.

## Produktion

### Hintergrund
Gedreht wurde der Film ab Anfang Dezember 1947 auf der Movie Ranch von Ray Corrigan im Simi Valley sowie in den Republic-Studios in Hollywood.
Der Vorspann beinhaltet einen geschriebenen Prolog von Jim Corbett. In diesem Prolog erläutert er, dass Tiger nur dann Menschen anfallen, wenn sie verletzt oder altersschwach geworden sind.
Die literarische Vorlage erschien in Deutschland 1998 unter dem Titel Menschenfresser: Erlebnisse eines Tigerjägers (ISBN 3-86132-250-1).

### Stab
Arthur Lonergan oblag die künstlerische Leitung. Robert Priestley war für das Szenenbild zuständig. Verantwortliche Toningenieure waren Franklin Hansen und Joseph I. Kane. Robert Emmett Tansey war der Regisseur der Second Unit.

## Synchronisation
Die deutsche Synchronfassung entstand im Auftrag der Berliner Synchron GmbH Wenzel Lüdecke.
| Rolle            | Schauspieler     | Deutscher Synchronsprecher |
| ---------------- | ---------------- | -------------------------- |
| Narain           | Sabu             | Klaus Schwarzkopf          |
| Dr. John Collins | Wendell Corey    | Wolfgang Borchert          |
| Ganga Ram        | Morris Carnovsky | Walther Suessenguth        |
| Dorfdoktor       | Ted Hecht        | Alfred Balthoff            |

## Veröffentlichung
Die Premiere des Films fand am 1. Juli 1948 in Los Angeles statt. In der Bundesrepublik Deutschland kam er am 4. März 1952 in die Kinos, in Österreich im April 1952.

## Kritiken
Das Lexikon des internationalen Films schrieb: „Mäßiger Abklatsch des "Dschungelbuches" mit langatmigem Hin und Her zwischen Jäger und Beute.“
Der Kritiker des TV Guide sah einen gemächlichen Film mit einigen spannenden Szenen. Die Darsteller seien glaubwürdig, die Regie zügele das Tempo, um Spannung aufzubauen.